# Corgatha hebescens
Corgatha hebescens är en fjärilsart som beskrevs av Butler 1879. Corgatha hebescens ingår i släktet Corgatha och familjen nattflyn. Inga underarter finns listade i Catalogue of Life.